# Nuevo Paraíso, Marqués de Comillas
Nuevo Paraíso är en ort i Mexiko.   Den ligger i kommunen Marqués de Comillas och delstaten Chiapas, i den sydöstra delen av landet, 1 000 km öster om huvudstaden Mexico City. Nuevo Paraíso ligger 140 meter över havet och antalet invånare är 162.
Terrängen runt Nuevo Paraíso är platt. Runt Nuevo Paraíso är det glesbefolkat, med 16 invånare per kvadratkilometer. Närmaste större samhälle är Benito Juárez, 4,9 km norr om Nuevo Paraíso. I omgivningarna runt Nuevo Paraíso växer i huvudsak städsegrön lövskog.